# 圣加尔米耶
圣加尔米耶（法語：Saint-Galmier，法語發音：[sɛ̃ ɡalmje] ⓘ），法国东部城市，奥弗涅-罗讷-阿尔卑斯大区卢瓦尔省的一个市镇，隶属于蒙布里松区，其市镇面积为19.5平方公里，2022年1月1日时人口数量为5,848人，在法国城市中排名第1,903位。
圣加尔米耶位于卢瓦尔省中南部偏东，夸斯河畔，是一个区域性的中心城市，因当地出产的波多矿泉水而闻名。

## 地名来源

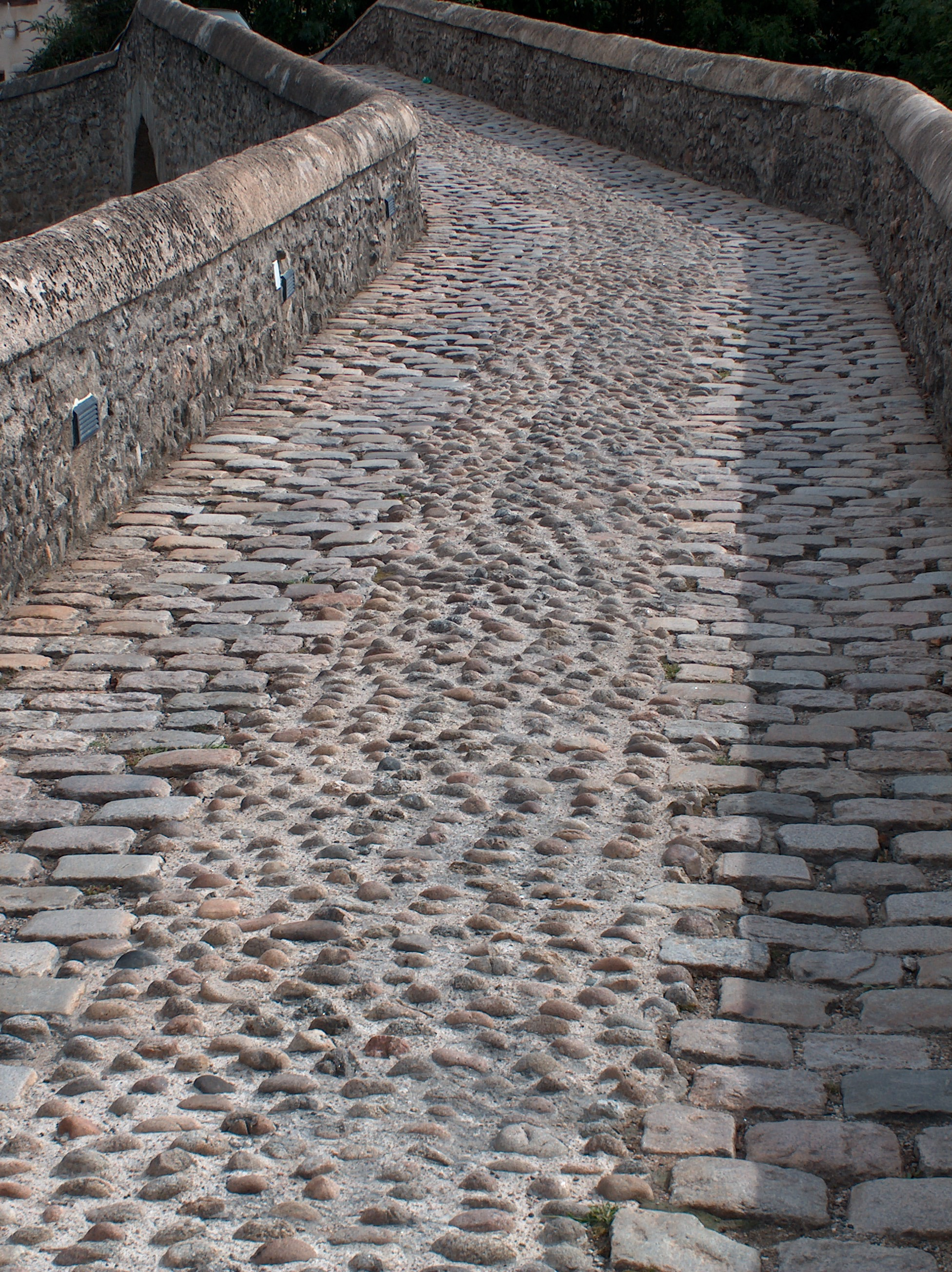
横跨夸斯河的旧石桥

“圣加尔米耶”一名来源于天主教圣人戈德里克（Gauderic），他曾为里昂圣瑞斯特教堂的主教。
在法国大革命期间，“圣加尔米耶”一名曾因带有宗教色彩而被革命派更名为“丰福尔维尔”（Fontfortville），其中“丰福尔”意为“坚固的喷泉”。

## 历史
圣加尔米耶境内曾发现高卢-罗马时期的水井。中世纪中期，圣加尔米耶为福雷伯爵的一处领地，两条道路在此地十字交汇，由此逐渐形成聚落。1280至1360年间，圣加尔米耶修建了两道城墙，以保护当地的庄园宅邸。1382年，福雷伯爵居伊七世（Guy VII）逝世，圣加尔米耶被波旁公爵路易二世控制。1533年，福雷地区完全被法兰西王室继承。法国大革命后，圣加尔米耶成为罗讷-卢瓦尔省的一个市镇，1793年划入卢瓦尔省。工业革命期间，一条连接圣加尔米耶市区和沃什的铁路（Chemin de fer de Saint-Galmier-Veauche à Saint-Galmier-Ville）曾建成运营，后因设施老化和私人汽车的兴起。

## 地理

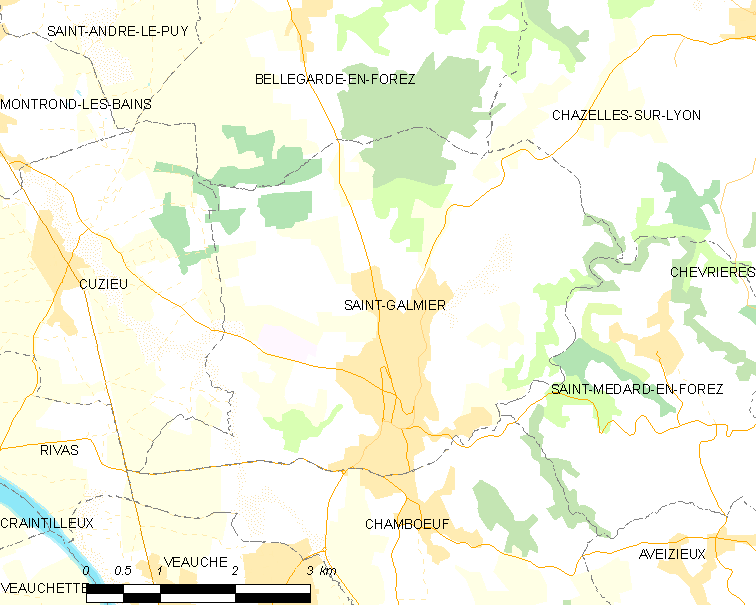
圣加尔米耶市镇范围地图

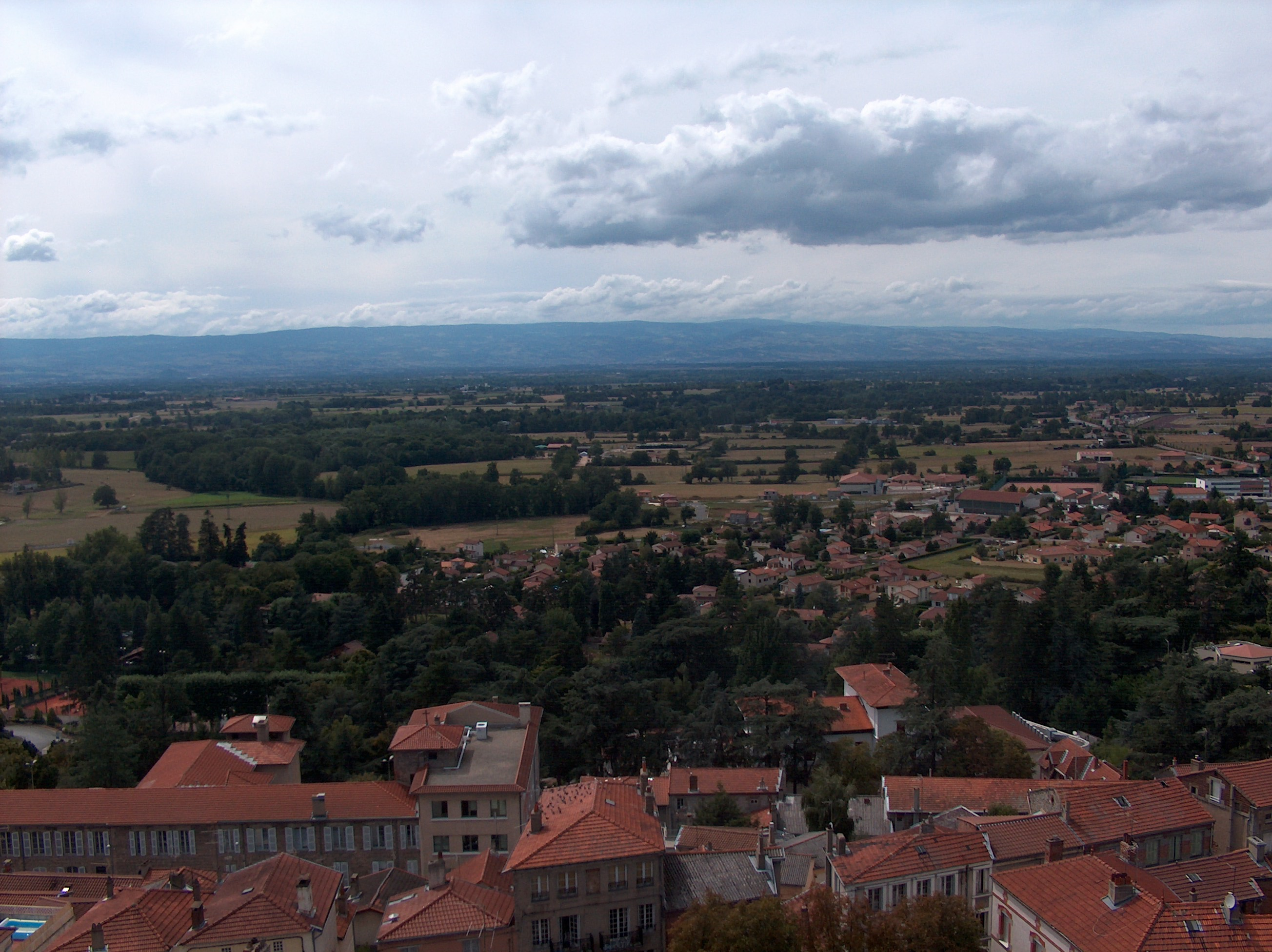
圣加尔米耶周边的自然风光

圣加尔米耶位于法国东南部，奥弗涅-罗讷-阿尔卑斯大区中部偏西和卢瓦尔省中南部偏东，距离省会圣艾蒂安大约22公里。与圣加尔米耶接壤的市镇包括：福雷地区贝勒加德、尚伯夫、沙泽勒叙里昂、屈济约、福雷地区圣梅达尔。

### 地形
圣加尔米耶位于里昂山西麓，境内以丘陵和平地为主，市镇中心位于一处河谷地带，地势较为平坦，全境海拔在357到551米之间。

### 水文
夸斯河自东向西流经境内，该河是卢瓦尔河的右岸支流。

### 植被
圣加尔米耶属于温带落叶林区，林地主要分布于夸斯河两岸以及市区周边的部分地区。
在鲜花城市的评比中，圣加尔米耶被评为4星级（最高级）鲜花城市。

### 气候
圣加尔米耶在柯本气候分类法中属于温带海洋性气候。
距离圣加尔米耶最近的气象站位于昂德雷济约-布泰翁境内，以下为该气象站的数据：
| 圣加尔米耶1981年－2019年 | 圣加尔米耶1981年－2019年 | 圣加尔米耶1981年－2019年 | 圣加尔米耶1981年－2019年 | 圣加尔米耶1981年－2019年 | 圣加尔米耶1981年－2019年 | 圣加尔米耶1981年－2019年 | 圣加尔米耶1981年－2019年 | 圣加尔米耶1981年－2019年 | 圣加尔米耶1981年－2019年 | 圣加尔米耶1981年－2019年 | 圣加尔米耶1981年－2019年 | 圣加尔米耶1981年－2019年 | 圣加尔米耶1981年－2019年 |
| 月份                     | 1月                      | 2月                      | 3月                      | 4月                      | 5月                      | 6月                      | 7月                      | 8月                      | 9月                      | 10月                     | 11月                     | 12月                     | 全年                     |
| ------------------------ | ------------------------ | ------------------------ | ------------------------ | ------------------------ | ------------------------ | ------------------------ | ------------------------ | ------------------------ | ------------------------ | ------------------------ | ------------------------ | ------------------------ | ------------------------ |
| 历史最高温 °C（°F）      | 20 (68)                  | 23.2 (73.8)              | 26.4 (79.5)              | 28.8 (83.8)              | 33.7 (92.7)              | 38 (100)                 | 41.1 (106.0)             | 39.3 (102.7)             | 36 (97)                  | 29.2 (84.6)              | 25.2 (77.4)              | 20.2 (68.4)              | 41.1 (106.0)             |
| 平均高温 °C（°F）        | 6.8 (44.2)               | 8.4 (47.1)               | 12.4 (54.3)              | 15.3 (59.5)              | 19.8 (67.6)              | 23.6 (74.5)              | 26.7 (80.1)              | 26.3 (79.3)              | 22 (72)                  | 17.1 (62.8)              | 10.8 (51.4)              | 7.4 (45.3)               | 16.4 (61.5)              |
| 日均气温 °C（°F）        | 3.2 (37.8)               | 4.3 (39.7)               | 7.4 (45.3)               | 10 (50)                  | 14.3 (57.7)              | 17.8 (64.0)              | 20.4 (68.7)              | 20 (68)                  | 16.3 (61.3)              | 12.6 (54.7)              | 7.1 (44.8)               | 4.1 (39.4)               | 11.5 (52.7)              |
| 平均低温 °C（°F）        | −0.4 (31.3)              | 0.1 (32.2)               | 2.4 (36.3)               | 4.6 (40.3)               | 8.8 (47.8)               | 12 (54)                  | 14.2 (57.6)              | 13.8 (56.8)              | 10.7 (51.3)              | 8 (46)                   | 3.3 (37.9)               | 0.7 (33.3)               | 6.5 (43.7)               |
| 历史最低温 °C（°F）      | −25.6 (−14.1)            | −22.5 (−8.5)             | −13.9 (7.0)              | −7.4 (18.7)              | −3.9 (25.0)              | −0.6 (30.9)              | 2.9 (37.2)               | 1.1 (34.0)               | −2.6 (27.3)              | −6.2 (20.8)              | −10.6 (12.9)             | −18.6 (−1.5)             | −25.6 (−14.1)            |
| 平均降水量 mm（）        | 36.6 (1.44)              | 28.2 (1.11)              | 36.7 (1.44)              | 61.3 (2.41)              | 91.6 (3.61)              | 78.3 (3.08)              | 64 (2.5)                 | 70.4 (2.77)              | 75.7 (2.98)              | 71.8 (2.83)              | 63.1 (2.48)              | 40.5 (1.59)              | 718.2 (28.28)            |
| 月均日照時數             | 85.6                     | 108.8                    | 159.3                    | 182.4                    | 212.9                    | 239.5                    | 273.1                    | 251.4                    | 187.3                    | 133.5                    | 83.5                     | 67.9                     | 1,985.2                  |
| 来源：infoclimat.fr      |                          |                          |                          |                          |                          |                          |                          |                          |                          |                          |                          |                          |                          |

## 行政区划
圣加尔米耶是法国奥弗涅-罗讷-阿尔卑斯大区卢瓦尔省的一个市镇，编号为42222。圣加尔米耶隶属于蒙布里松区、卢瓦尔省第五选区和昂德雷济约-布泰翁县，同时也是圣艾蒂安都会区的组成部分。
法国国家统计与经济研究所（简称）在进行数据统计时，将包括圣加尔米耶在内的周边共117个市镇划为圣艾蒂安城市区。自2020年起，圣艾蒂安城市区被包含105个市镇的圣艾蒂安城市辐射区代替。此外，还将圣加尔米耶市镇分为了两个“块区”（IRIS），以便于统计人口分布情况。

## 交通

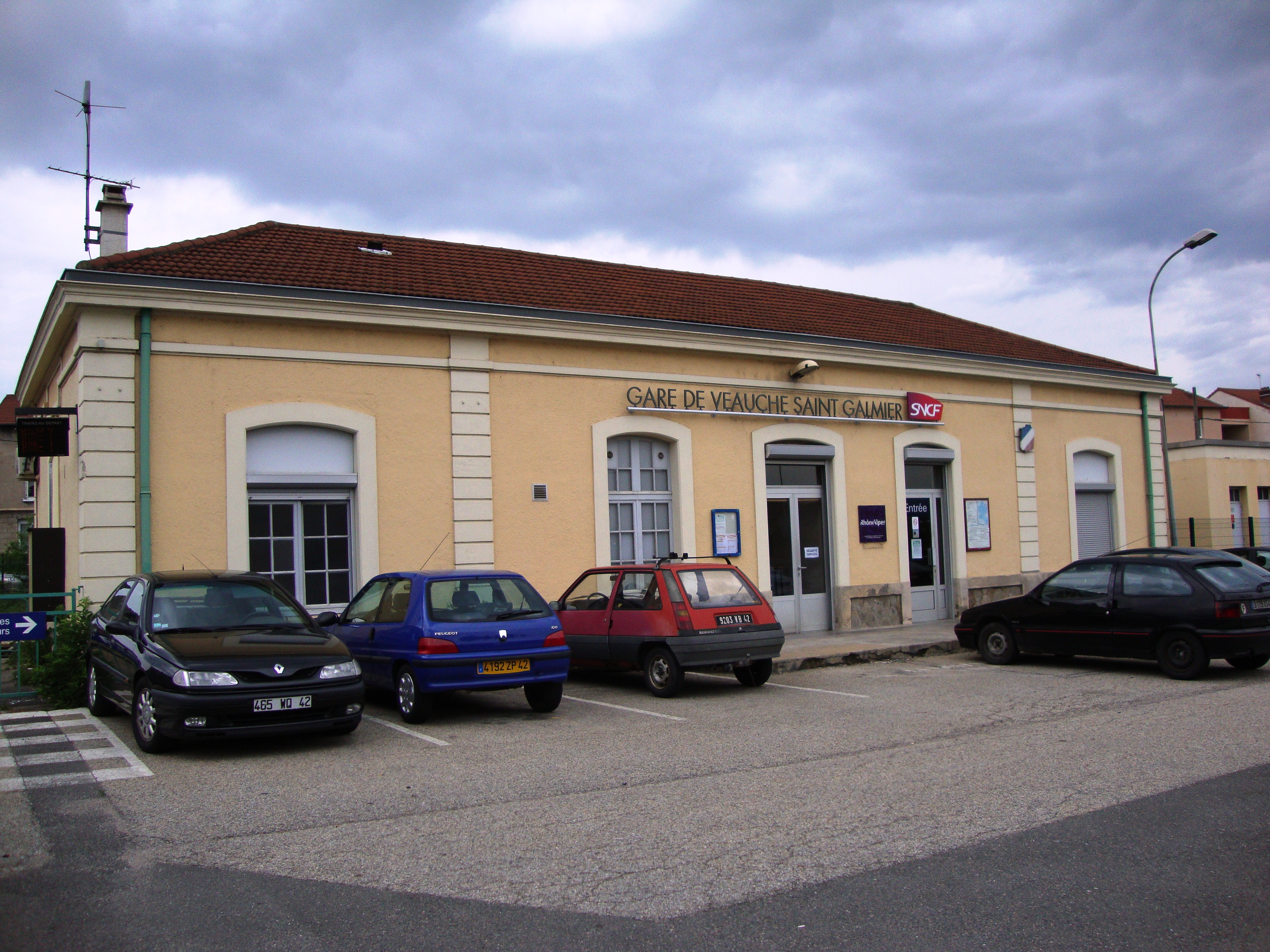
沃什-圣加尔米耶火车站

### 公路
多条卢瓦尔省省道在圣加尔米耶境内交汇，奥弗涅-罗讷-阿尔卑斯大区下属的城际客运提供巴士线路，可前往周边部分市镇。
2017年，83%的圣加尔米耶家庭拥有至少一辆私人汽车。2019年，圣加尔米耶境内共发生各类交通事故2起，造成3人受伤。

### 铁路
莫雷－里昂铁路从圣加尔米耶市区西部经过，沃什-圣加尔米耶站位于沃什境内，该站停靠往返于圣艾蒂啊和罗阿讷一线的区域列车。

### 航空
距离圣加尔米耶最近的民用航空站为里昂圣埃克絮佩里机场，距离圣加尔米耶市中心的公路里程约83公里（山区道路）或96公里（高速公路）。

### 城市公共交通
自2019年起，圣加尔米耶成为圣艾蒂安城市公共交通（商业名称为）的管理范围，该交通系统的C1、C2两条线路经过圣加尔米耶市区，可分别连接圣艾蒂安市区和叙里勒孔塔勒。

## 人口
2018年，圣加尔米耶市镇人口数量为5,737，在法国排名第1,903位。其中男性2,782人，女性2,940人，75岁及以上人口占9.0%，外籍人口数量为1,061人，人口密度为295人/平方公里，当地居民被称为（男性）或（女性）。2019年，圣加尔米耶境内出生49人，死亡人口91人。
| 年份   | 1936  | 1946  | 1954  | 1962  | 1968  | 1975  | 1982  | 1990  | 1999  | 2006  | 2011  | 2016  | 2018  |
| ------ | ----- | ----- | ----- | ----- | ----- | ----- | ----- | ----- | ----- | ----- | ----- | ----- | ----- |
| 人口數 | 2,524 | 2,507 | 2,573 | 2,608 | 2,910 | 3,109 | 3,680 | 4,272 | 5,293 | 5,705 | 5,580 | 5,707 | 5,737 |

## 政治

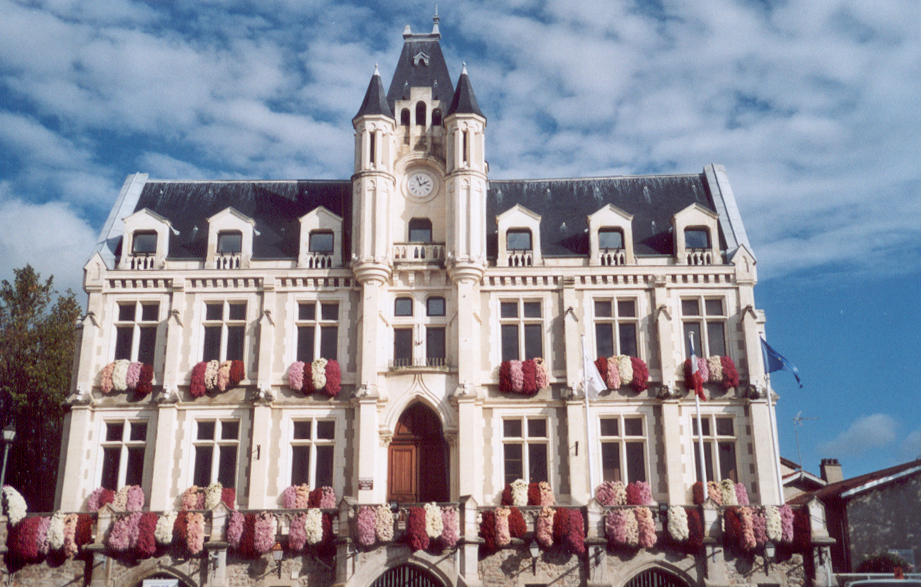
圣加尔米耶市政厅

圣加尔米耶的现任市长为菲利普·德尼先生（Philippe Denis），他是一名中间派，在2020年的市政选举中获得了60.11%的支持率。
在2017年的法国总统大选中，法国第25任总统埃马纽埃尔·马克龙在圣加尔米耶获得了66.29%的支持率。
| 圣加尔米耶历届市长 |                                          |                            |
| 任期               | 市长                                     | 党派                       |
| 1944年－1946年     | Jean Rollin 让·罗兰                      | 不详                       |
| 1947年－1959年     | Antoine Ravel 安托万·拉韦尔              | 不详                       |
| 1959年－1960年     | Camille Passot 卡米耶·帕索               | 不详                       |
| 1960年－1971年     | Camille Passot 卡米耶·帕索               | 不详                       |
| 1971年－1981年     | Maurice André 莫里斯·安德烈              | CNIP全国独立人士与农民中心 |
| 1981年－1989年     | Joannès Moulard 若阿内斯·穆拉尔          | DVD右翼无党派人士          |
| 1989年－2008年     | Jean Bouchardon 让·布沙尔东              | DVD右翼无党派人士          |
| 2008年－2020年     | Jean-Yves Charbonnier 让-伊夫·沙尔博尼耶 | DVD右翼无党派人士          |
| 2020年－           | Philippe Denis 菲利普·德尼               | DVC混杂中间派              |

## 经济
圣加尔米耶是一个区域性的中心城市，当地共有各类用人单位885家，平均历史为16年，其中98.28%为中小型企业（PME）。（电力设备安装）、（门锁安装）及（赌场）是当地2019年营业额最高的三个企业，分别为21,196,741欧元、8,837,225欧元和5,769,984欧元。
原产于圣加尔米耶的波多矿泉水自1965年起与依云合并，其注册地址位于法国东部城市埃维昂莱班。

## 财政收入
2019年，圣加尔米耶的财政收入总额为8,798,090欧元，财政支出总额为7,785,230欧元，当年的债务总额为6,344,040欧元。2020年，圣加尔米耶共获得170,617欧元的国家财政补助，比上一年增加了0.07%。
2017年，圣加尔米耶的人均月收入总额为2,406欧元，其中高级职员为4,013欧元，低于法国平均水平（4,214欧元）；中级职员为2,305欧元，低于法国平均水平（2,353欧元）；普通职员为1,678欧元，亦低于法国平均水平（1,690欧元）。
2017年，圣加尔米耶境内的青壮年（15至64岁）失业率为8.7%，当地61.7%的家庭拥有纳税资格，平均纳税4,483欧元，高于法国平均水平（3,888欧元）。

## 社会事务

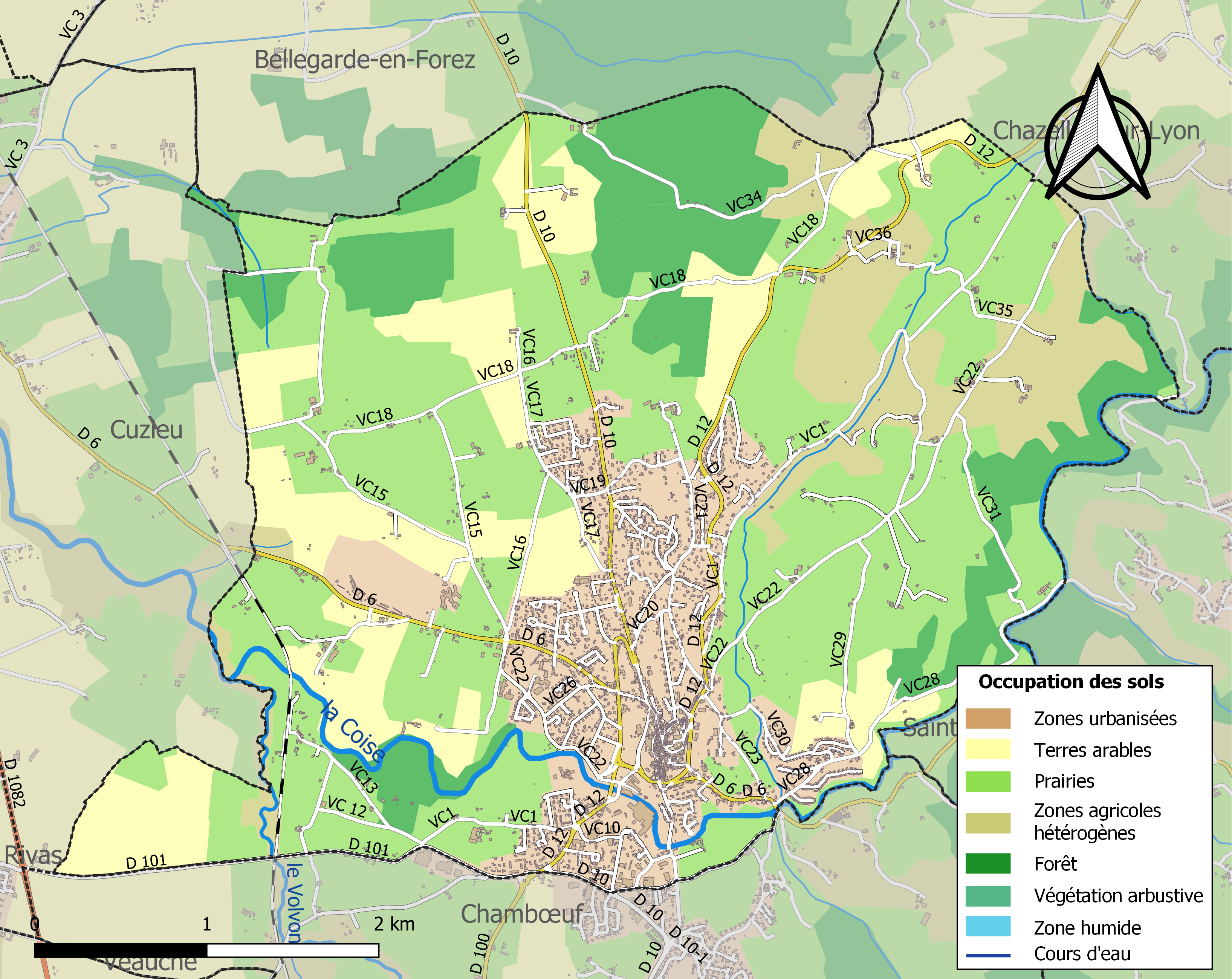
圣加尔米耶土地利用情况地图

### 教育
圣加尔米耶属于里昂学区。截止2019年1月1日，圣加尔米耶境内共有2所小学和2所初级中学。2018至2019学年度，圣加尔米耶境内共有在校中等教育阶段学生1,371名。

### 医疗
截止2019年1月1日，圣加尔米耶境内共有全科医生7名、保健师11名、牙医9名、护士5名、皮肤科医生1名和助产士3名。境内共有药房3家、养老院1家、残疾人帮扶中心1家。
圣加尔米耶中心医院（Centre Hospitalier de Saint-Galmier）是法国的一个区域性医疗机构，其主病区“莫里斯·安德烈医院”（Hôpital Maurice André）位于圣加尔米耶市区，设有床位288个，是当地规模最大的公立综合性医院。

### 住房
2017年，圣加尔米耶境内共有各类住房2,652套，其中68.7%为独立式居民区，30.7%为集中式居民区。常住房屋占圣加尔米耶市镇范围内居民建筑总量的88.9%。
在住房保障政策方面，2017年，圣加尔米耶境内共有341户家庭获得了住房经济补助，受益人数占总人口数量的6.0%，其中323份为房租补助。

### 商业
2019年，圣加尔米耶境内共有各类实体商铺135家，其中餐厅20家、大型超市1家、杂货店1家、面包房5家、肉铺2家、书店1家、银行门店6家、美容美发店9家、汽车维修店13家。市区南部建有一处卡西诺超市和一家利多超市。

### 体育
2019年，圣加尔米耶境内共有1家游泳池、3间体育馆、6处网球场、1处马术场以及1处足球或橄榄球场。
截至2021年5月，圣加尔米耶境内共有两支注册足球俱乐部。2005年，第33届世界田径锦标赛在圣加尔米耶举办。

### 环境
圣加尔米耶的环境事务由其所属的公共社区负责。2019年，圣加尔米耶境内暂无污染企业。

### 治安
2019年，圣加尔米耶市镇范围内有1处宪兵队。
2014年，圣加尔米耶及附近地区共发生各类案件4,848起，其中盗窃类案件3,115起，经济类案件467起，毒品交易类案件187起。

## 文化

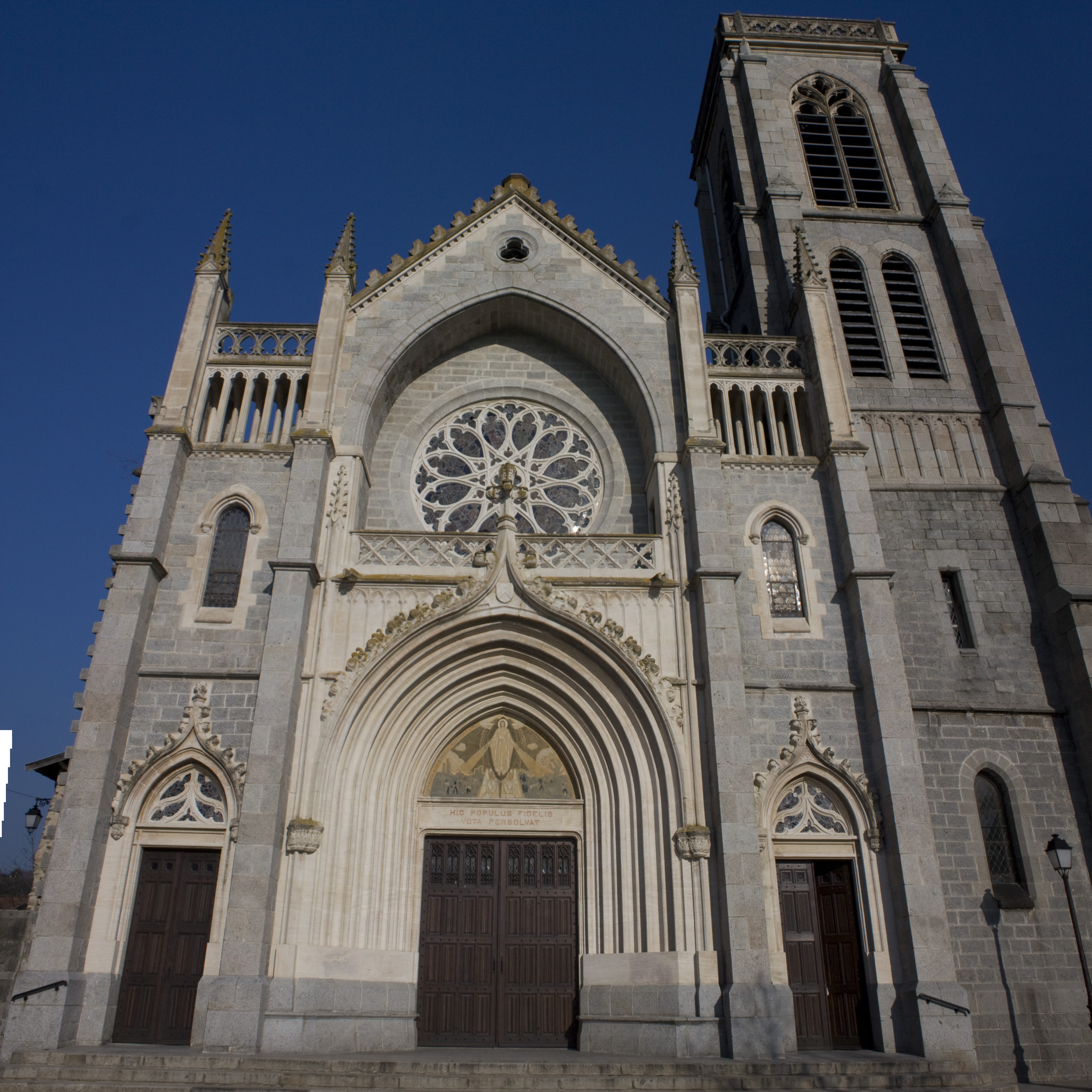
圣加尔米耶教堂

2019年，圣加尔米耶境内有1家电影院。圣加尔米耶市政府提供多媒体中心，向公众全年开放。

### 建筑
圣加尔米耶境内有多处历史建筑，其中圣加尔米耶教堂（Église Saint-Galmier de Saint-Galmier）于1972年被列入法国国家文物保护单位。

### 旅游
圣加尔米耶的旅游事务由其所属的公共社区负责。2020年，圣加尔米耶境内共有2家酒店共计81间房间；另有1个露营地，可容纳共92辆露营车。

### 泉水

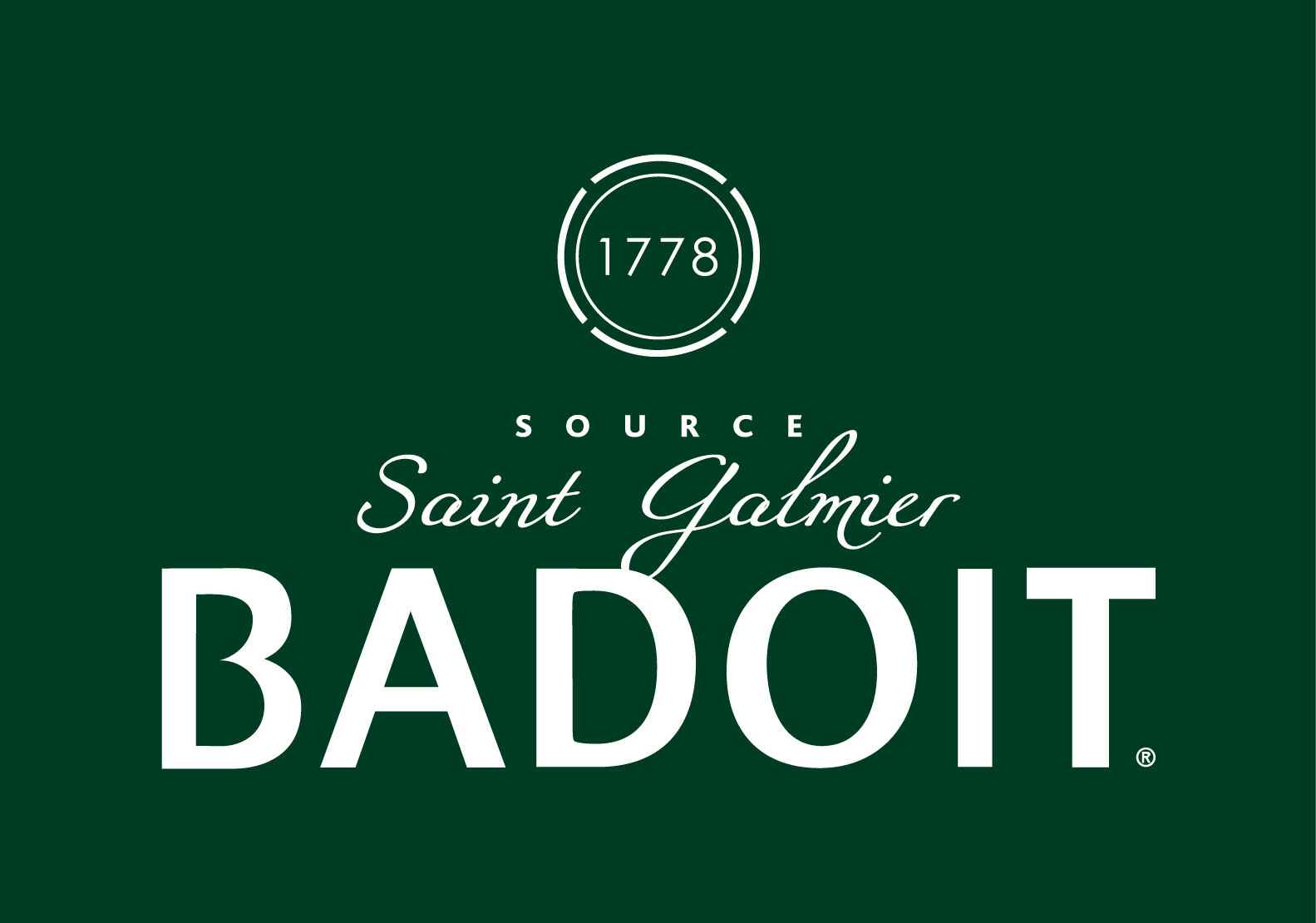
波多矿泉水商标

圣加尔米耶是波多矿泉水的产地，其水源地位于夸斯河右岸的一处泉眼。

### 媒体
法国主要的媒体均可在圣加尔米耶接收，法国电视三台下属的奥弗涅-罗讷-阿尔卑斯大区频道在部分时段播出圣加尔米耶所属区域的地方新闻。

## 相关人物
法国自行车赛车手罗歇·里维埃逝世于圣加尔米耶，当地的市政体育场以其命名。

## 友好城市
截至2021年5月，圣加尔米耶共与一座城市互为友好城市关系：
- 葡萄牙 里贝拉迪佩纳